# Radio en Chile
La radiodifusión en Chile se encuentra diversificada, existiendo estaciones de radio en prácticamente todo el territorio nacional. La mayor parte de las radioemisoras posee sus estudios en las capitales regionales, siendo Santiago de Chile la ciudad de origen para la mayoría de las estaciones de radio presentes en el país.
Existen varias empresas o consorcios que poseen diversas estaciones de radio, como por ejemplo: Prisa Media Chile (perteneciente a Prisa Radio y propietaria de ADN Radio Chile, Corazón, Concierto, Imagina, FM Dos, Pudahuel, Los 40, Futuro, Rock & Pop y Radioactiva), Grupo Dial (perteneciente a Copesa y dueña de radios Duna y Paula), RDF Media (perteneciente a Canal 13 y dueños de Play, Sonar, 13c Radio y Tele13 Radio), Megamedia (perteneciente al holding Bethia y dueña de Radio Carolina, Infinita, Tiempo(HOY POR INTERNET), Romántica, Disney y del canal Mega), Bío Bío Comunicaciones (dueño de Radio Bío-Bío, Radio Punto 7, Radio El Carbón, del Canal 9 Bío-Bío Televisión y Bío-Bío TV), Medios Regionales (perteneciente a El Mercurio y dueño de Radio Universo, Digital FM y Positiva FM), Compañía Chilena de Comunicaciones (dueña de Radio Cooperativa), Sociedad Nacional de Agricultura (dueña de Radio Agricultura), Voz Cámara SpA filial de la Cámara Chilena de la Construcción (dueña de Pauta FM), la Universidad Católica de Chile (dueña de Beethoven y Radio UC), PUCV Multimedios SpA (perteneciente a la Universidad Católica de Valparaíso (dueña de UCV Radio y del canal UCV TV), Grupo El Conquistador S.A. (Familia Molfino dueño de El Conquistador FM, X FM y FM Para Ti), Gárate S.A. (perteneciente a Omar Gárate (dueño de Radio Colo Colo y de dos señales en arriendo), CNC Medios (dueño de Radio Canal 95, FM Plus, FM Quiero y de los canales Antofagasta TV y TVR), CTUE (dueño de Radio Corporación y del canal Corporación TV), CCINT (dueño de Inicia Radio FM y del canal Nuevos Comienzos TV) y la Iglesia Universal (dueña de Radio Red Aleluya Chile y del canal UNIFE TV), Radio Armonía de Fundación Armonía, Radio La Clave de Miguel Nasur y La Metro FM de Alejandro Martini.

## Historia
La primera transmisión oficial de radio en Chile ocurrió en Santiago el día sábado 19 de agosto de 1922 a las 21:30 horas,  desde una sala ubicada en la casa central de la Universidad de Chile. El transmisor utilizado fue construido por los profesores Arturo Salazar y Enrique Sazié Herrera y se ubicó un receptor en el vestíbulo del edificio del diario El Mercurio, al cual concurrieron alrededor de 200 personas, y también fue instalado otro equipo en el Correo Central de Santiago. La programación prevista para la ocasión fue la siguiente:
1. Explicación preliminar acerca de la transmisión
2. Apertura con la marcha It's a Long Way to Tipperary
3. Dúo de violines por los señores Enrique Cabré y Norberto García
4. Discurso político de actualidad por Rafael Maluenda ("El perro de Alcíbiades - Jefe del Ejército - y don Arturo Alessandri Palma, Presidente de la República")
5. Canto con acompañamiento de violín de María Ramírez Arellano, exalumna del Conservatorio Nacional de Música
6. Una sorpresa
7. Canto por un joven aficionado, cuyo nombre se avisará a viva voz (dicho joven correspondía al tenor Jorge Quinteros Tricot)
8. Últimas noticias del día
9. Himno de Yungay
10. Las buenas noches y gracias[2]

El 26 de marzo de 1923 se iniciaron las transmisiones experimentales de Radio Chilena (creada el 22 de octubre del año anterior) y sus emisiones fueron inauguradas oficialmente el 28 de marzo de 1924 bajo el nombre de Chile Radio Company. mientras que al año siguiente aparece Radio El Mercurio, asociada al periódico del mismo nombre. En 1926 nace en Valparaíso la Radio Lord Cochrane, que posteriormente se convertiría en Radio Nacional  (dicha emisora no tiene vínculo con la actual Radio Nacional de Chile, creada a principios de 1974, ni con la Radio Nacional CB-118 fundada el 22 de julio de 1939 y que funcionó hasta septiembre de 1941).
En las décadas siguientes, el número de estaciones de radio aumentó considerablemente. En 1935 y 1936, respectivamente, nacen dos radioemisoras que continúan sus transmisiones hasta la actualidad: Cooperativa Vitalicia y Agricultura. En 1932 se emite el primer radioteatro chileno: La enemiga, obra escrita por Darío Nicodemi.
En 1935 nace el primer programa radial como tal, dado que antes las transmisiones se programaban cada día por separado. El 14 de enero de ese mismo año es fundada la Asociación de Radiodifusores de Chile (ARCHI), que agrupaba a los trabajadores radiales del país. En 1941 nace el informativo El reporter Esso, que luego pasaría a la televisión, siendo emitido por Canal 13. En 1958 se realizan los primeros foros políticos en los que participaron los candidatos a la Presidencia de la República.
La primera radio chilena en transmitir en la frecuencia modulada (y en Sudamérica) fue Radio Splendid, en 1959 por la 92.9, cesando sus operaciones en 1977. La FM más antigua en funciones es El Conquistador, la cual inició sus emisiones el 1 de marzo de 1962 en la frecuencia 91.7 MHz. Esta misma estación fue la primera en transmitir en sonido estéreo en 1963.
En los días posteriores al Golpe de Estado del 11 de septiembre de 1973 la industria radiofónica chilena sufre un gran cambio debido a la clausura de varias estaciones, como por ejemplo Radio Corporación (transformada en Radio Nacional de Chile), Radio Magallanes y Radio Luis Emilio Recabarren, debido a su línea editorial que apoyaba al Presidente Salvador Allende. En noviembre de 1976 nace El diario de Cooperativa, informativo radial presentado por Sergio Campos, recordado por ser uno de los primeros noticieros en informar sobre las violaciones a los derechos humanos y las protestas contra la dictadura militar de Augusto Pinochet en la década de 1980.
A fines de los años 1980 y durante las décadas siguientes surgen en Chile diversas estaciones de radio enfocadas a un público o estilo musical en particular. La mayoría de estas emisoras nacen en la frecuencia modulada, y logran aumentar la oferta disponible en el dial. Durante las décadas de 1990 y 2000 se masifica la cantidad de radioemisoras, sumado al despegue de las radios "on-line", que realizan transmisiones exclusivamente por Internet. Radios en línea que han tenido un buen recibimiento por parte de los auditores, han sido las deportivas, como lo son las dos que hay en el país: Radio Sport y CNX Radio Chile. De la misma forma, en diversas zonas del país han surgido radios comunitarias, administradas por la población de los sectores que abarcan, y que poseen un alcance reducido debido a la baja potencia de transmisión.

### Radio Digital
En enero de 2018, la Universidad de Santiago de Chile, anunció que su radio, será la primera radio del país en experimentar con Radio digital terrestre.

### Radio sobreTVD
Desde 2016, en Valparaíso y Viña del Mar Radio Carnaval transmite a través de televisión digital como "Canal Carnaval" y "Canal de los Recuerdos". El 25 de marzo de 2018 llegan a Santiago, FM Plus y Radio Canal 95 a través de los canales 14.3 y 14.4 (TVD) respectivamente, ambas radios perteneciente a CNC Medios.

## Radios comunitarias en Chile
Con el desarrollo del sistema de radiodifusión en el país, surgieron desde la década de 1970 y más fuertemente en los años 1980 y 1990, una serie de estaciones de radio con una orientación distinta a la visión nacional y comercial. La primera de estas fue la "Radio Estrella del Mar" en Chiloé. Durante la década de los '80 y en el contexto de desarrollo de programa de comunicaciones autogestionados en las poblaciones de Santiago, comienzan a levantarse iniciativas de transmisión radial comunitaria que llevaría a la transmisión de "Radio Villa Francia" el 1 de abril de 1990. En Valparaíso, surgirían iniciativas similares con la "Radio Cerro Alegre".
La aparición de estas radios fuera del sistema oficial de radiodifusión provocó su persecución en los primeros años hasta la promulgación de la "Ley de Radios de Mínima Cobertura" en 1994. Esta ley regularía por primera vez este tipo de estaciones. En la década de 1990 también serían fundadas las primeras asociaciones de radios comunitarias ANARAP y ANARCICH, quienes liderarían la relación entre las estaciones y los respectivos gobiernos y parlamentarios.
La ley fue reformada en 2013 con la "Ley de Radios Ciudadanas" que otorgó algunas facultades mayores a estas estaciones. Actualmente existen en Chile más de 350 radios comunitarias a lo largo de todo el país.